# Santa Rosa do Purus
Santa Rosa do Purus  es un municipio brasileño, en el centro del estado de Acre. Su población es de 3.583 habitantes y su superficie de  5.981 km² (0,60 h/km²).
Limita al sur con Perú, al este con el municipio de Manoel Urbano y al oeste con el municipio de Feijó. Es atravesado por el río Purus.